# Sebastiano Antonio Tanara

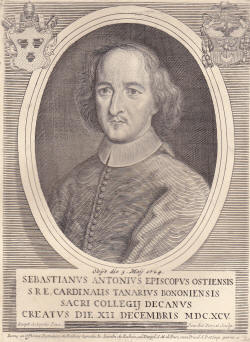
Sebastiano Antonio Kardinal Tanara (Porträtstich von Benoît Farjat, vor 1724)

Sebastiano Antonio Tanara (* 10. April 1650 in Rom; † 5. Mai 1724 ebenda) war ein italienischer Kardinal der Römischen Kirche.

## Leben
Tanara studierte Rechtswissenschaften an der Universität Bologna. Von 1675 bis 1687 war er als Nuntius in Flandern und war mit einer Mission im Zusammenhang mit König Jakob II. von England beauftragt, der zur römisch-katholischen Kirche konvertiert war. 1687 wurde er zum Titularerzbischof von Damaskus ernannt, in demselben Jahr empfing er auch die Priesterweihe. Die Bischofsweihe spendete ihm am 13. Juli 1687 in der Kirche Sainte Gudule in Brüssel Alphonse de Berghes, Erzbischof von Mechelen; Mitkonsekratoren waren Jean van Beughem, Bischof von Antwerpen, und Pierre Van den Perre, Bischof von Namur. Am 21. Dezember 1689 wurde Tanara zum Päpstlichen Thronassistenten ernannt. Von 1687 bis 1690 war er päpstlicher Nuntius in Köln, von 1690 bis 1692 in Portugal und von 1692 bis 1696 beim deutschen Kaiser in Wien. Papst Innozenz XII. erhob ihn im Dezember 1695 zum Kardinalat. Am 21. Mai 1696 erhielt er als Kardinalpriester Santi Quattro Coronati in Rom als Titelkirche. Um das Jahr 1696 wurde Tanara auch Abt der Exemten Abtei Nonantola. Der Kardinal nahm am Konklave von 1700 teil, bei dem Klemens XI. zum Papst gewählt wurde. Von 1703 bis 1715 war er Legat in Urbino. Am 1. April 1715 wurde er zum Bischof des suburbikarischen Bistums Frascati und am 3. März 1721 zum Kardinalbischof von Ostia ernannt. Als Dekan des Heiligen Kollegiums saß er dem Konklave von 1721 vor, bei dem Innozenz XIII. zum Papst gewählt wurde.
Als Kardinaldekan eröffnete Sebastiano Tanara am 20. März 1724 nach dem Tod von Innozenz XIII. das Konklave, das am 29. Mai desselben Jahres Benedikt XIII. zum Papst wählen sollte und leitete es, musste es aber am 15. April wegen einer Erkrankung verlassen und starb noch während der Sedisvakanz. Er wurde in der Kirche Santa Maria della Vittoria in Rom beigesetzt.
Sein Neffe Alessandro Tanara (1680–1754) wurde 1743 ebenfalls zum Kardinal erhoben.